# Zadnia Teriańska Szczerbina
Zadnia Teriańska Szczerbina (niem. Hintere Felsgartenscharte, słow. Zadná terianska štrbina, węg. Hátsó-Terianszko-csorba, 2372 m) – jedna z wielu przełęczy znajdujących się w Grani Hrubego w słowackiej części Tatr Wysokich. Przełęcz ta oddziela wierzchołek Hrubego Wierchu (2429 m) na południowym wschodzie od Zadniej Teriańskiej Turni (2381 m) na północnym zachodzie. Na jej siodło nie prowadzą żadne znakowane szlaki turystyczne. Nazwa przełęczy pochodzi od Teriańskich Stawów znajdujących się w sąsiedniej dolinie Niewcyrce.
Z Zadniej Teriańskiej przełęczy do Wielkiego Ogrodu w Dolinie Hlińskiej opada depresja będąca prawym ograniczeniem północnej ściany Hrubego Wierchu. W najwyższej części jest niezbyt stroma, częściowo piarżysta. W połowie wysokości przekształca się w wąską i niemal pionową rynnę, którą prowadzą drogi wspinaczkowe. Do Niewcyrki z przełęczy opada skalisto-trawiasta depresja o deniwelacji około 100 m. W dolnej części przekształca się ona częściowo w żleb, częściowo w komin ze stromymi, choć niewysokimi progami. 
Najłatwiejsze wejście na przełęcz prowadzi południową depresją z Niewcyrki (II, miejscami III w skali tatrzańskiej, czas przejścia od piargów 30 min), ale Niewcyrka to zamknięty dla taternictwa i turystyki obszar ochrony ścisłej. 

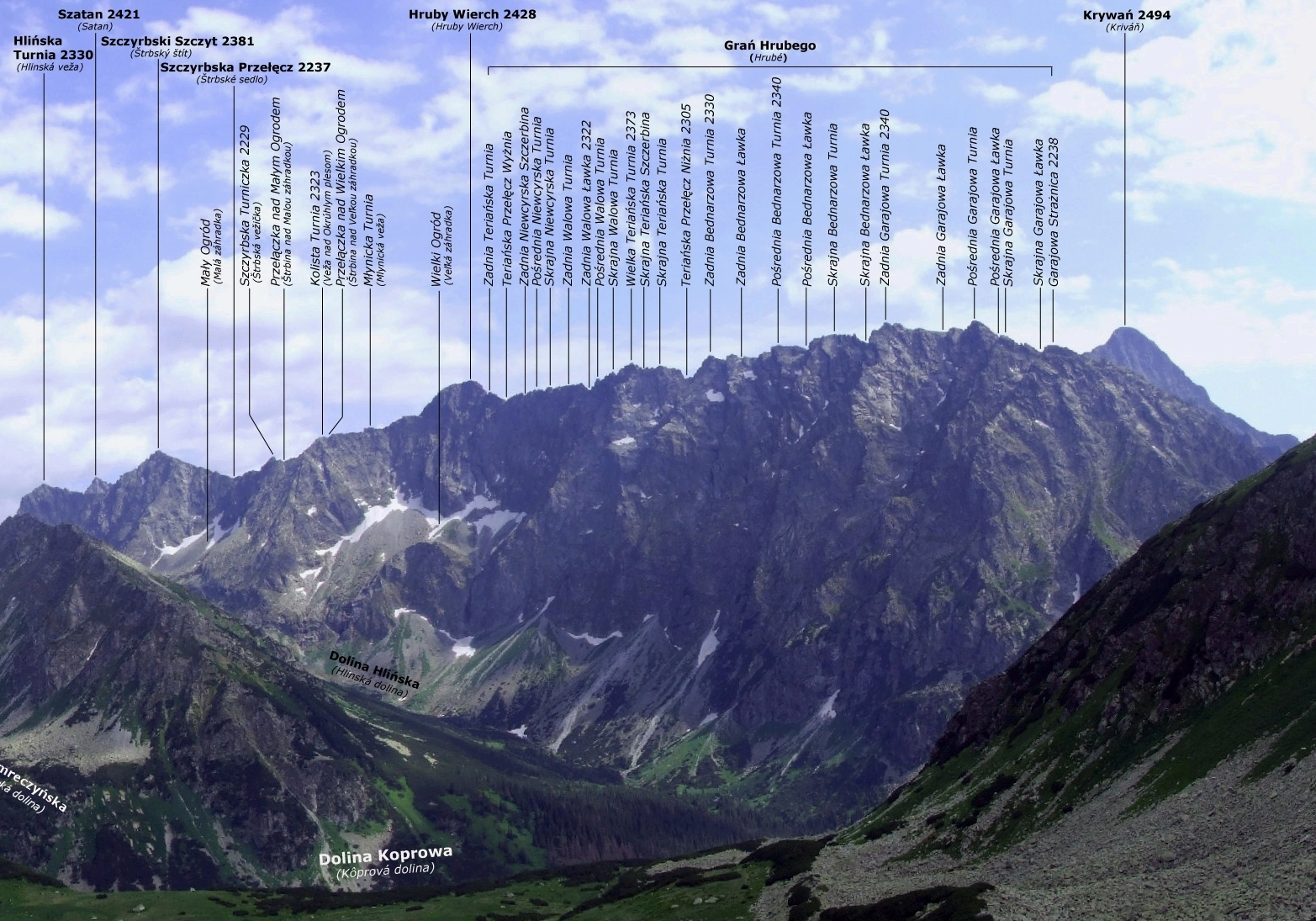
Zadnia Teriańska Szczerbina pomiędzy podpisanymi Hrubym Wierchem i Zadnią Teriańską Turnią
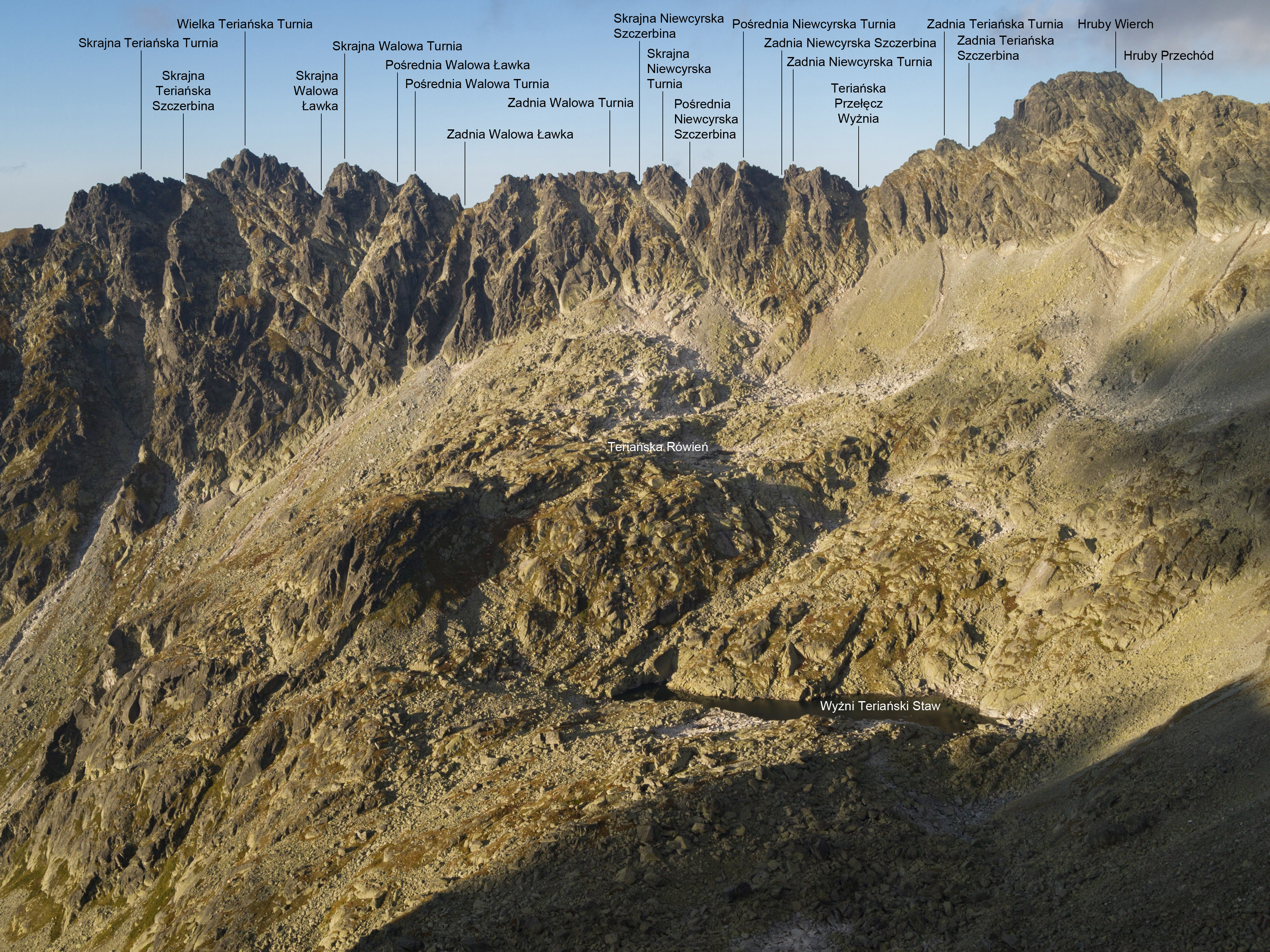
Widok z południowego wschodu